# Laberinto celta
Un laberinto celta es un patrón de dibujo en espiral, que tiene su origen en el arte celta. Comenzó en las tallas en piedra y metales y más tarde evolucionó en el arte insular medieval. Los diseños prehistóricos de  espirales de Gavrinis datan alrededor del año -3500. Las espirales en línea recta de los laberintos celtas se originaron en cheurones y rombos, y los celtas las dibujaron usando un método de conectar los puntos. 

Patrón del gusanillo encontrado en numerosos lugares, como en el Libro de Kells.

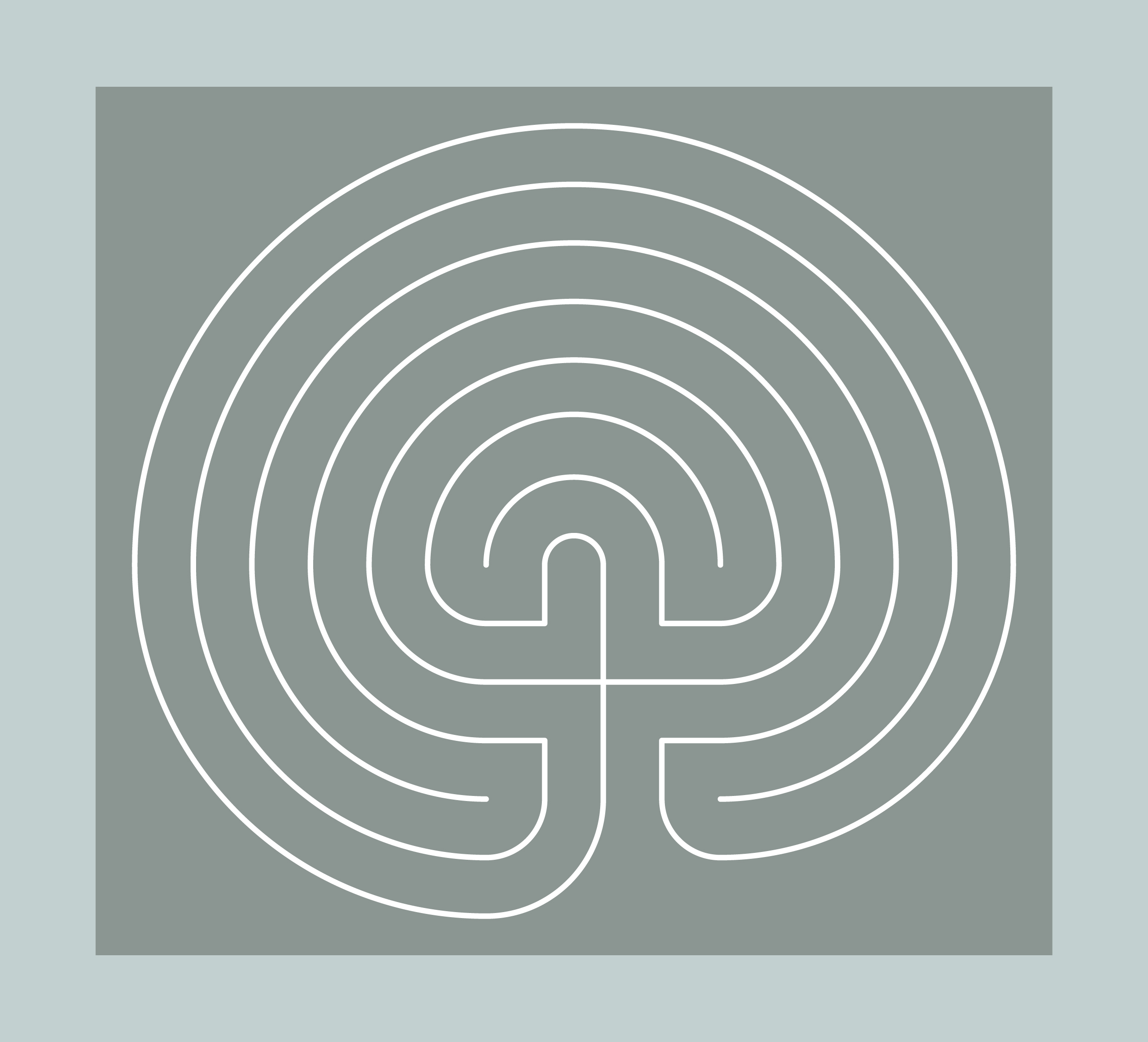
Laberinto clásico.

Los laberintos celtas se encuentran entre esculturas en Camonica Valley, ocupada por los celtas en el inicio del primer milenio, la mayoría con más de un ejemplo del modelo estilo Knossos o del estilo clásico. La mitología asociada con los laberintos también sugieren origen celta, ya que los laberintos que contienen ojos, una figura con cuernos o una serpiente están relacionados con la divinidad Cernunnos.

### Otros artículos
- Tríscele
- Cruz celta
- Nudo celta

- Datos: Q281003